# グスタヴ・ヴィルヘルム・パルム
グスタヴ・ヴィルヘルム・パルム（Gustaf Wilhelm Palm。1810年3月13日 - 1890年9月20日）は、スウェーデンの画家である。
風景画を得意とする。イタリアに10年間滞在し、パルマ・ヴェッキョ(Palma Vecchio)という仇名でも知られている。1866年頃はスウェーデン王立美術院で教授をしており、のちに画家となるカール・ラーションを指導した。

## 略歴
スコーネ県のクリシャンスタードに近い、 Gut Herrlöfに生まれた。1828年からスウェーデン王立美術院で学び、1831年に風景画を出展した。1833年にはノルウェーを旅し、1837年に版画集を出版した。1837年に眼病の治療のため、ベルリンに旅し、その後ハンガリー、ウィーン、ヴェネツィアを経て、1841年にローマに到着した。ローマには約10間滞在し、当時北欧の芸術家たちの主要な留学先であったローマで主要な画家となった。1851年にはシシリー、スペインを旅した。
1852年にスウェーデンに帰国し、1859年からスウェーデン王立美術院で教えた。若い芸術家たちからは"Palma Vecchio"（ヴェッキョはイタリアの老人の意）と揶揄され、新しい芸術のスタイルに無関心で、伝統的な風景画を描き続けたとされる。

## 主な作品

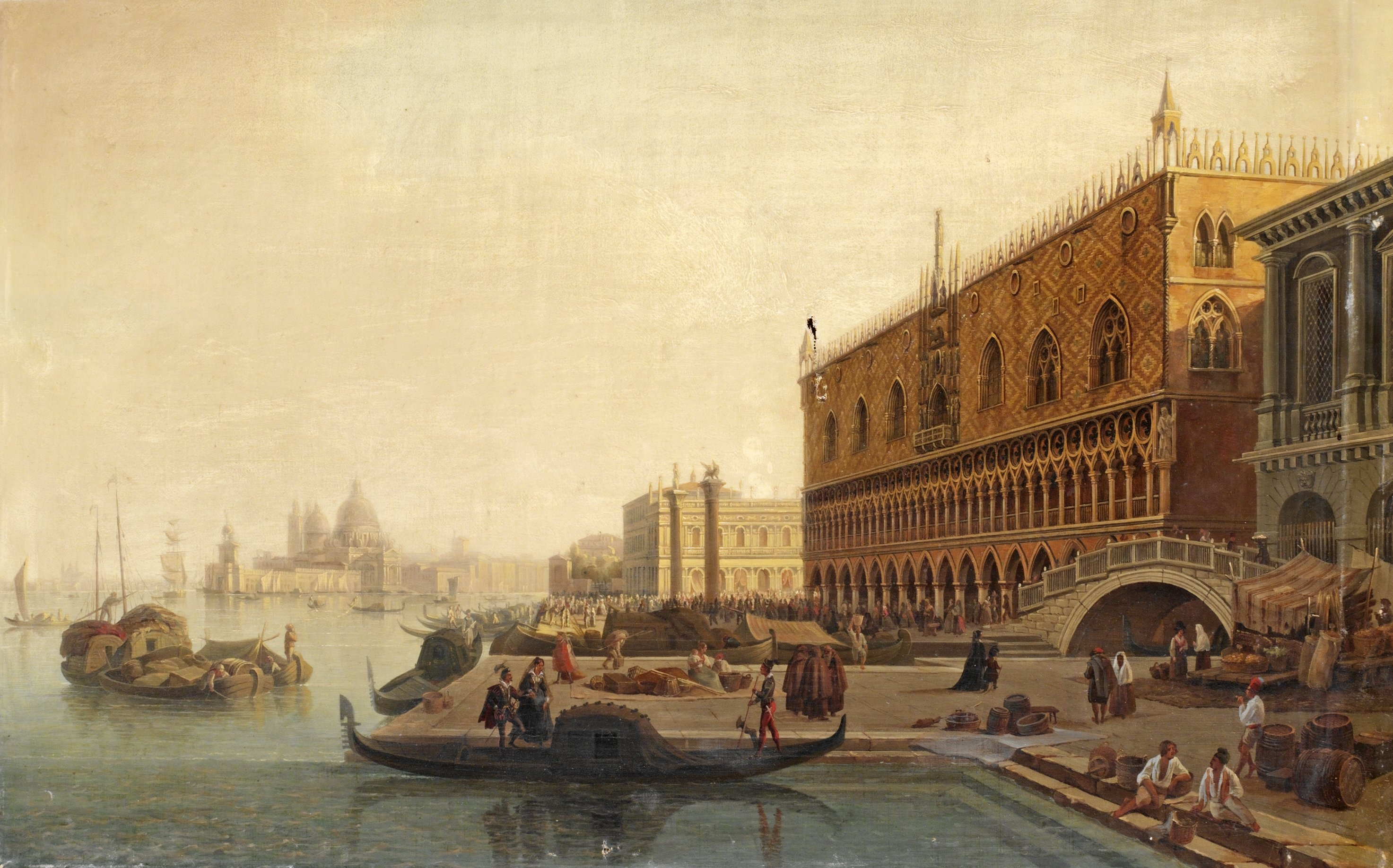
Venedig, 1843
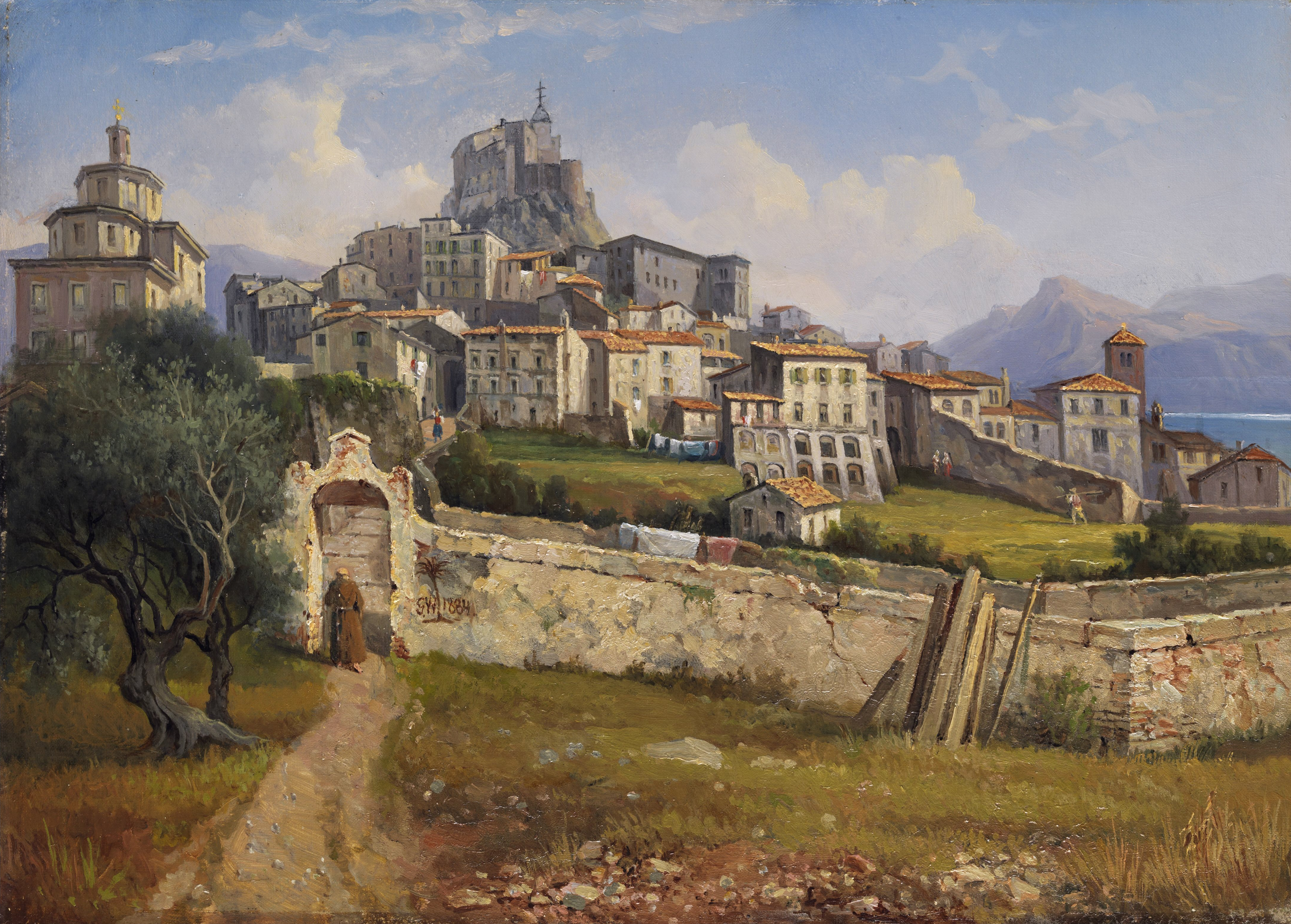
Blick auf Subiaco, 1884
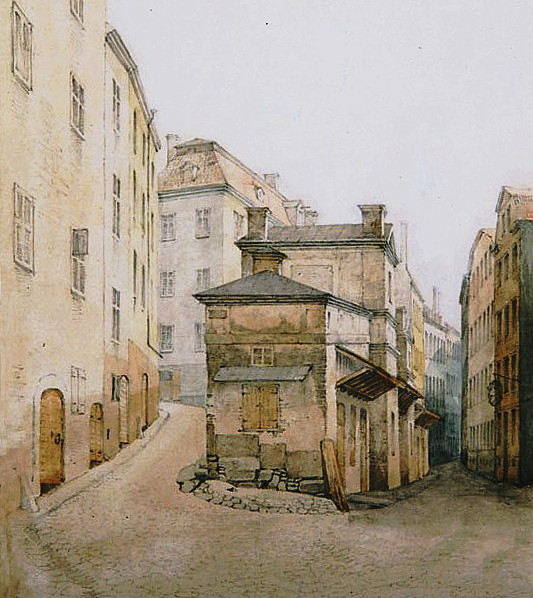
Kvarteret Medea, Gamla stan, Stockholm, 1865
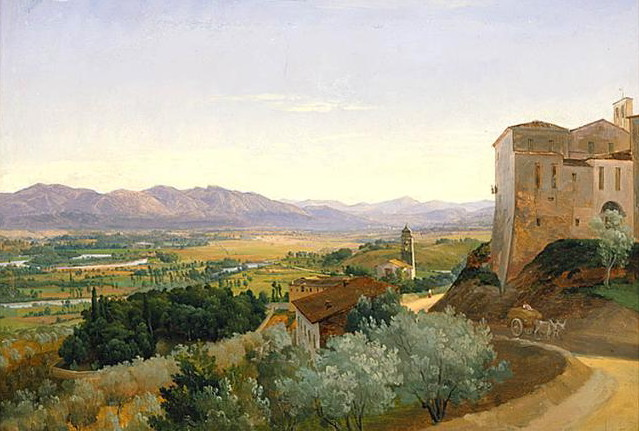
Utsikt från Nardi
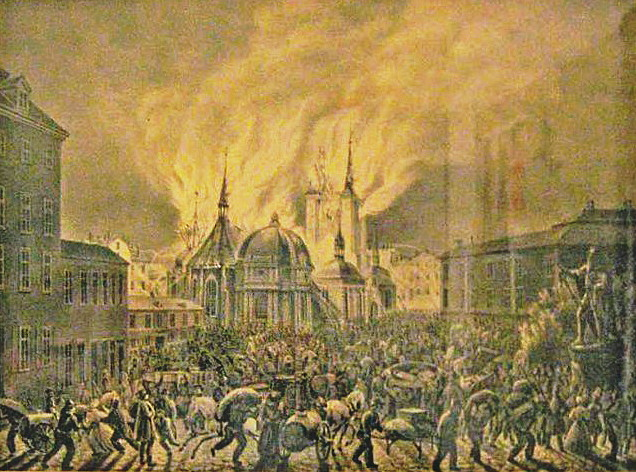
Riddarholmskyrkans brand 1835